# Olympische Sommerspiele 2004/Turnen – Sprung (Frauen)
Der Turnwettkampf der Frauen im Sprung bei den Olympischen Sommerspielen 2004 wurde vom 15. bis 22. August in der OAKA Olympic Indoor Hall ausgetragen.
Die acht besten Turnerinnen der Qualifikation erreichten das Finale. Pro Nation durften maximal zwei Athletinnen am Finale teilnehmen. Zudem diente die Qualifikation zugleich als Qualifikation für den Einzelmehrkampf.

## Ergebnisse

### Qualifikation
| Rang | Athletin                | Nation             | Punkte | Anm. |
| ---- | ----------------------- | ------------------ | ------ | ---- |
| 1    | Monica Roșu             | Rumänien           | 9,675  | Q    |
| 2    | Kang Yun-mi             | Nordkorea          | 9,637  | Q    |
| 3    | Carly Patterson         | Vereinigte Staaten | 9,512  |      |
| 3    | Swetlana Chorkina       | Russland           | 9,512  |      |
| 5    | Cătălina Ponor          | Rumänien           | 9,500  |      |
| 6    | Jelena Samolodtschikowa | Russland           | 9,462  | Q    |
| 7    | Coralie Chacon          | Frankreich         | 9,450  | Q    |
| 8    | Anna Pawlowa            | Russland           | 9,437  | q    |
| 9    | Daniela Șofronie        | Rumänien           | 9,425  |      |
| 10   | Aljona Kwascha          | Ukraine            | 9,412  | q    |
| 11   | Wang Tiantian           | China              | 9,400  | q    |
| 11   | Olha Schtscherbatych    | Ukraine            | 9,400  |      |
| 13   | Alina Kositsch          | Ukraine            | 9,387  |      |
| 13   | Laís Souza              | Brasilien          | 9,387  |      |
| 13   | Annia Hatch             | Vereinigte Staaten | 9,387  | q    |
| 16   | Cheng Fei               | China              | 9,375  |      |
| 16   | Natalja Siganschina     | Russland           | 9,375  |      |
| 18   | Courtney Kupets         | Vereinigte Staaten | 9,350  |      |
| 18   | Courtney McCool         | Vereinigte Staaten | 9,350  |      |
| 20   | Mohini Bhardwaj         | Vereinigte Staaten | 9,337  |      |
| 20   | Leyanet González        | Kuba               | 9,337  |      |
| 20   | Isabelle Severino       | Frankreich         | 9,337  |      |
| 23   | Oana Ban                | Rumänien           | 9,325  |      |
| 23   | Émilie Le Pennec        | Frankreich         | 9,325  |      |
| 25   | Tania Gener             | Spanien            | 9,300  |      |
| 25   | Monica Bergamelli       | Italien            | 9,300  |      |
| 27   | Zhang Nan               | China              | 9,287  |      |
| 28   | Aagje Vanwalleghem      | Belgien            | 9,275  |      |
| 29   | Iryna Jarozka           | Ukraine            | 9,262  |      |
| 30   | Daiane dos Santos       | Brasilien          | 9,250  |      |
| 31   | Mirabella Achunu        | Ukraine            | 9,237  |      |
| 31   | Katy Lennon             | Großbritannien     | 9,237  |      |
| 31   | Vanessa Hobbs           | Großbritannien     | 9,237  |      |
| 34   | Mónica Mesalles         | Spanien            | 9,225  |      |
| 34   | Melissa Munro           | Australien         | 9,225  |      |
| 34   | Jana Komrsková          | Tschechien         | 9,225  |      |
| 34   | Cherrelle Fennell       | Großbritannien     | 9,225  |      |
| 34   | Silvia Stroescu         | Rumänien           | 9,225  |      |
| 39   | Kate Richardson         | Kanada             | 9,212  |      |
| 39   | Elena Gómez             | Spanien            | 9,212  |      |
| 39   | Allana Slater           | Australien         | 9,212  |      |
| 42   | Heather Purnell         | Kanada             | 9,200  |      |
| 42   | Melanie Banville        | Kanada             | 9,200  |      |
| 42   | Camila Comin            | Brasilien          | 9,200  |      |
| 42   | Pyon Kwang-sun          | Nordkorea          | 9,200  |      |
| 42   | Brenda Magaña           | Mexiko             | 9,200  |      |
| 42   | Maria Krjutschkowa      | Russland           | 9,200  |      |
| 48   | Patricia Moreno         | Spanien            | 9,162  |      |
| 48   | Zuzana Sekerová         | Slowakei           | 9,162  |      |
| 50   | Marine Debauve          | Frankreich         | 9,150  |      |
| 51   | Kylie Stone             | Kanada             | 9,137  |      |
| 51   | Li Ya                   | China              | 9,137  |      |
| 53   | Suzanne Harmes          | Niederlande        | 9,125  |      |
| 53   | Manami Ishizaka         | Japan              | 9,125  |      |
| 53   | Kim Un-jong             | Nordkorea          | 9,125  |      |
| 53   | Yvonne Musik            | Deutschland        | 9,125  |      |
| 53   | Soraya Chaouch          | Frankreich         | 9,125  |      |
| 58   | Amélie Plante           | Kanada             | 9,112  |      |
| 58   | Melanie Marti           | Schweiz            | 9,112  |      |
| 60   | Maria Teresa Gargano    | Italien            | 9,100  |      |
| 60   | Stefani Bisbikou        | Griechenland       | 9,100  |      |
| 60   | Lisa Brüggemann         | Deutschland        | 9,100  |      |
| 63   | Ana Paula Rodrigues     | Brasilien          | 9,087  |      |
| 63   | Karen Nguyen            | Australien         | 9,087  |      |
| 65   | Maria Apostolidi        | Griechenland       | 9,075  |      |
| 65   | Hong Su-jong            | Nordkorea          | 9,075  |      |
| 67   | Monette Russo           | Australien         | 9,050  |      |
| 67   | Celeste Carnevale       | Argentinien        | 9,050  |      |
| 69   | Laura van Leeuwen       | Niederlande        | 9,037  |      |
| 70   | Nicola Willis           | Großbritannien     | 9,025  |      |
| 71   | Beth Tweddle            | Großbritannien     | 9,012  |      |
| 71   | Zandré Labuschagne      | Südafrika          | 9,012  |      |
| 73   | Daniele Hypólito        | Brasilien          | 8,987  |      |
| 73   | Julija Tarassenka       | Belarus            | 8,987  |      |
| 75   | Veronica Wagner         | Schweden           | 8,975  |      |
| 76   | Lin Li                  | China              | 8,937  |      |
| 77   | Stephanie Moorhouse     | Australien         | 8,875  |      |
| 78   | Ri Hae-yon              | Nordkorea          | 8,762  |      |
| 79   | Laura Campos            | Spanien            | 8,725  |      |
| 80   | Krisztina Szarka        | Ungarn             | 8,712  |      |
| 81   | Oksana Chusovitina      | Usbekistan         | 8,675  |      |
| 82   | Kyoko Oshima            | Japan              | 8,662  |      |
| 83   | Maria José de la Fuente | Bolivien           | 8,625  |      |
| 84   | Park Gyeong-a           | Südkorea           | 8,512  |      |

### Finale
| Rang | Athletin                | Nation             | Punkte   | Punkte   | Punkte |
| Rang | Athletin                | Nation             | Sprung 1 | Sprung 2 | Gesamt |
| ---- | ----------------------- | ------------------ | -------- | -------- | ------ |
| 1    | Monica Roșu             | Rumänien           | 9,575    | 9,737    | 9,656  |
| 2    | Annia Hatch             | Vereinigte Staaten | 9,400    | 9,562    | 9,481  |
| 3    | Anna Pawlowa            | Russland           | 9,425    | 9,525    | 9,475  |
| 4    | Jelena Samolodtschikowa | Russland           | 9,450    | 9,375    | 9,412  |
| 5    | Kang Yun-mi             | Nordkorea          | 9,462    | 9,300    | 9,381  |
| 6    | Aljona Kwascha          | Ukraine            | 9,312    | 9,375    | 9,343  |
| 7    | Wang Tiantian           | China              | 8,812    | 9,350    | 9,081  |
| 8    | Coralie Chacon          | Frankreich         | 8,912    | 0,000    | 4,456  |